# アラバマ (戦艦)
アラバマ (USS Alabama, BB-60) は、アメリカ海軍の戦艦で、ノーフォーク海軍造船所で建造された。サウスダコタ級戦艦の4番艦。艦名はアラバマ州に因む。この名を持つ艦としては3隻目。第二次世界大戦終結後、記念艦として保存されている（戦艦記念公園）。

## 艦歴
サウスダコタ級戦艦4隻のうち3隻は民間の造船所に発注され、本艦（BB-60）のみアメリカ海軍の造船所で建造された。
「アラバマ」は1940年（昭和15年）2月1日に起工。太平洋戦争勃発後の1942年（昭和17年）2月16日、リスター・ヒル夫人（アラバマ州選出上院議員J・リスター・ヒルの妻）によって命名・進水した。進水式にはフランク・ノックス海軍長官も臨席した。同年8月16日、初代艦長ジョージ・B・ウィルソン大佐の指揮下就役した。

### 第二次世界大戦

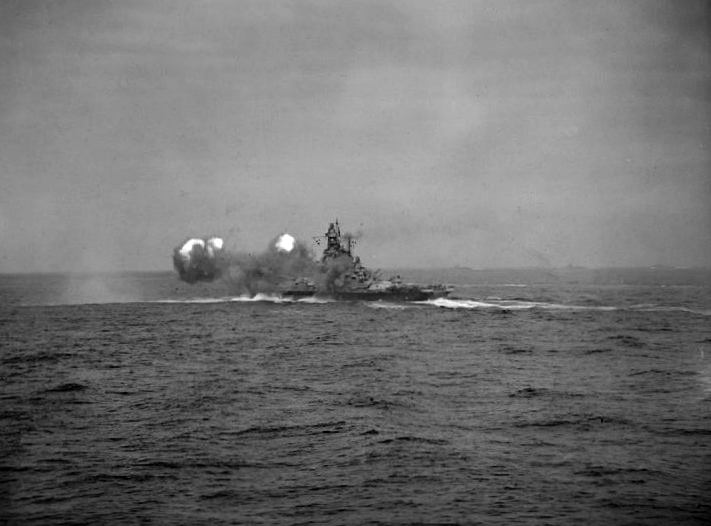
英戦艦「アンソン」から撮影された砲撃訓練中の米戦艦「アラバマ」。

艤装完了後、「アラバマ」は1942年（昭和17年）11月11日にチェサピーク湾で整調巡航を始めた。1943年（昭和18年）になるとメイン州カスコ湾に向かい訓練を行った。その後1月11日にチェサピーク湾に戻り、整調訓練を行った。ノーフォークでの検査後、「アラバマ」は第22.2任務群に割り当てられ、同年2月13日に戦術的機動作戦のためにカスコ湾に戻った。
イギリス海軍はシチリア侵攻のため主力艦を地中海戦域に振り向け、ブリテン諸島海域（北海）、北大西洋（ノルウェー海）～北極海の警護に必要な艦艇が不足していた。ノルウェーのフィヨルドにはドイツ海軍の戦艦2隻（超弩級戦艦「ティルピッツ」、高速戦艦「シャルンホルスト」）が居座っており、ソビエト連邦向け輸送船団に脅威を与えていた。イギリスの支援要請に応じて、サウスダコタ級戦艦2隻（サウスダコタ、アラバマ）がイギリスに派遣される。
4月2日、「アラバマ」は第22任務部隊の一部として、オラフ・M・ハストヴェット提督が率いる姉妹艦「サウスダコタ」および5隻の駆逐艦と共にオークニー諸島へ出航した。ニューファンドランド島アージェンティアのプラセンティア湾を経由し、5月19日にスカパ・フローへ到着。イギリス海軍の本国艦隊（司令長官ブルース・フレーザー提督）に所属するキング・ジョージ5世級戦艦や空母「フューリアス」などと合流した。第61任務部隊に配属され、本国艦隊の指揮下に入り、共同作戦を調整するための集中的な訓練演習を行った。「デューク・オブ・ヨーク」や「アンソン」と演習をおこなう「アラバマ」の写真が残されている。
6月、第三次ギアボックス作戦 (Operation GEARBOX III) に参加した。7月、ハスキー作戦の陽動とドイツ戦艦対策を兼ねた「キャメラ作戦 (Camera) 」と「ガバナー作戦 (Governor) 」に参加した。このあと本艦と「サウスダコタ」はアメリカへ戻り、同級4隻が全て太平洋に揃った。大西洋艦隊所属の空母「レンジャー」や重巡2隻（タスカルーサ 、オーガスタ）などが引き続きイギリス本国艦隊と行動を共にした。

### 大戦後
大戦の終盤、「アラバマ」は本州の南部海岸から行動した。1945年（昭和20年）8月15日に日本が降伏すると、「アラバマ」は横須賀や東京に占領業務に従事する水兵を運んだ。「アラバマ」の乗組員は艦隊中一番に上陸した。その後、捕虜収容所捜索の偵察飛行を行う空母部隊の護衛任務に従事した。
「アラバマ」は9月5日に東京湾に入り、占領業務から帰国する兵士を乗艦させると9月20日に出航した。マジック・カーペット作戦の一環として沖縄で海軍建設大隊の700名の水兵を乗艦させ帰国の途につく。10月15日にサンフランシスコに到着し、10月27日の海軍記念日には9,000名の訪問客が乗艦した。その後、10月29日にカリフォルニア州サンペドロ湾へ向かい、1946年（昭和21年）2月27日まで留まる。続いて不活性化オーバーホールのためピュージェット・サウンド海軍工廠へ向かった。「アラバマ」は1947年（昭和22年）1月9日にシアトル海軍基地で退役し、ブレマートンの太平洋予備役艦隊入りした。1962年6月1日に除籍されるまで「アラバマ」は同所に留まった。
アラバマ州民は「アラバマ」を記念艦として保存するため「USSアラバマ戦艦委員会」を組織し、その資金を調達した。「アラバマ」は1964年（昭和39年）6月16日に引き渡され、同年7月7日にシアトルで記念式典が開催された。同年9月14日にモービル湾に牽引され、バトルシップ・メモリアル・パークで永久展示されている。1986年（昭和61年）にはアメリカ合衆国国定歴史建造物に指定された。
展示艦ではあるが映画のロケも度々行われ、『沈黙の戦艦』では戦艦「ミズーリ」の代役として利用された。『パシフィック・ウォー』（2016年、原題USS Indianapolis: Men of Courage）では、重巡「インディアナポリス」のシーンが本艦で撮影された。
「アラバマ」は第二次世界大戦の戦功により9個の従軍星章を受章した。